# Тейлър Колдуел
Джанет Мириам Холанд Тейлър Колдуел (на английски: Taylor Caldwell) е плодовита американска писателка на произведения в жанра исторически роман и религиозна литература на библейска тематика. Пише и под псевдонимите Маркъс Холанд (Marcus Holland), Макс Райнер (Max Reiner) и съпружеското си име Дж. Мириам Ребек (J. Miriam Reback).

## Биография и творчество
Колдуел е родена на 7 септември 1900 г. в Манчестър, Англия, в семейство от шотландски произход. През 1907 г. емигрира в САЩ с родителите си и по-малкия си брат. Малко след преместването баща ѝ умира и семейството преживява трудно. Започва да пише истории от осемгодишна. Първият си роман започва да пише когато е 12-годишна, но остава непубликуван до 1975 г.
В периода 1918–1919 г. служи в резерва на американските военноморски сили. През 1919 г. се омъжва за Уилям Ф. Комбс. Имат дъщеря – Мери. Развеждат се през 1931 г.
В периода 1923-1924 г. е стенограф и съдебен репортер в Ню Йорк на Държавния департамент на труда в Бъфало, а от 1924 г. работи за Министерството на правосъдието на Съединените щати, като член на Трибунала за имиграция в Бъфало. Едновременно учи и през 1931 г. завършва Университета в Бъфало.
След развода си се омъжва за Маркъс Рибек, който работи за Службата за имиграция и натурализация на САЩ. Имат дъщеря – Джудит. Съпругът ѝ я подкрепя да започне да преследва писателската си кариера и ѝ сътрудничи.
Първият ѝ роман „Dynasty of Death“ от поредицата „Династия на смъртта“ е издаден под псевдоним през 1938 г. и представя историята на семейство производители на боеприпаси. Романът става бестселър и я прави известна.
В следващите години са издадени още 42 нейни романа, някои от които също са бестселъри. Най-известният ѝ роман „Границите на невинността“ от 1946 г. става бестселър №1 в списъка на „Ню Йорк Таймс“.
Произведенията ѝ са издадени в над 30 млн. копия. За творчеството си получава няколко литературни награди. Част от произведенията ѝ са адоптирани в театъра и киното.
През 1972 г. се омъжва за Уилям Стансел, пенсиониран предприемач за недвижими имоти, но се развежда с него през 1973 г. През 1978 г. се омъжва за Уилям Прести, 17-годишен канадец, което води до разрив с децата ѝ и съдебни спорове за наследството. През 1979 г. дъщеря ѝ Джудит се самоубива, а тя получава инсулт и не може да говори.
Тейлър Колдуел умира от сърдечна недостатъчност на 30 август 1985 г. в Гринуич, Кънектикът, САЩ.

## Произведения

### Серия „Династия на смъртта“ (Dynasty of Death)
1. Dynasty of Death (1938)
2. The Eagles Gather (1940)
3. The Final Hour (1944)

### Самостоятелни романи
- Dynasty of Death (1938)
- The Eagles Gather (1940)
- The Earth is the Lord's (1940)
- Time No Longer (1941)
- The Strong City (1942)
- The Arm and the Darkness (1943)
- The Turnbulls (1943)
- The Final Hour (1944)
- The Wide House (1945)
- This Side of Innocence (1946)
Границите на невинността, изд. „М. Г. Смрикаров“ (1948), изд. „АЛ“ (1992), изд. „МАГ 77“ (1996), прев. Елисавета Вазова
Влюбени грешници, изд. „Световна библиотека-София“ (2002), прев. Елисавета Вазова
- There Was A Time (1947)
- Melissa (1948)
- Let Love Come Last (1949)
- The Balance Wheel (1951)
- The Beautiful Is Vanished (1951)
- The Devil's Advocate (1952)
- Maggie – Her Marriage (1953)
- Your Sins and Mine (1955)
- A Tender Victory (1956)
- Never Victorious, Never Defeated (1957)
- The Sound of Thunder (1957)
- Dear and Glorious Physician (1958)
- The Listener (1960)
- Man Who Listens (1961)
- A Prologue to Love (1961)
- Grandmother and the Priests (1963)
- The Late Clara Beame (1963)
- To See the Glory (1963)
- A Pillar of Iron (1965)
- Wicked Angel (1965)
- No One Hears But Him (1966)
- Dialogues with the Devil (1967)
- Testimony of Two Men (1968)
- Great Lion of God (1970)
- Growing Up Tough (1971)
- Captains and the Kings (1972)
- To Look and Pass (1974)
- Glory and the Lightning (1974)
- Romance of Atlantis (1975) – с Джес Стърн
- Ceremony of the Innocent (1976)
- I, Judas (1977)
- Bright Flows the River (1978)
- Answer As A Man (1980)

### Новели
- Unto All Men (2012)

### Документалистика
- On Growing Up Tough (1973)

### Екранизации
- 1954 Studio – ТВ сериал, 1 епизод по „Melissa“
- 1976 Captains and the Kings – ТВ сериал, 8 епизода по книгата
- 1977 Testimony of Two Men – ТВ мини сериал, 1 епизод